# 寧斯卡鎮區 (堪薩斯州塞奇威克縣)
寧斯卡鎮區（英語：Ninnescah Township）為美國堪薩斯州塞奇威克縣轄下的鎮區。2010年美国人口普查中此鎮區人口有3,231人。

## 地理
寧斯卡鎮區涵蓋總面積為93.6平方（36.13平方英里），其中陸地面積為93.1平方（35.95平方英里），水域面積為0.47平方（0.18平方英里）或0.50%。海拔高度393（1,289英尺）。

## 人口統計
根據2010年美國人口普查，寧斯卡鎮區人口有3,231人，其中男性有1,563人，女性有1,668人，人口密度為每平方公里34.54人，住房計1,239戶。鎮區內的白人有3,131人，非裔美國人有5人，美洲原住民有14人，亞裔美國人有9人，太平洋島裔美國人有0人，其他種族有12人，混血種族則有60人。此外鎮區內有52人為西班牙裔或拉丁裔美國人。此鎮區之年齡中位數為37.4歲，而男性年齡中位數為34.8歲，女性年齡中位數為39.9歲。

## 交通

### 主要公路
- 42號堪薩斯州州道